# GJ 1214 b
GJ 1214b is een exoplaneet die draait om de rode dwergster GJ 1214, op een afstand van 47,8 lichtjaar van het zonnestelsel in het sterrenbeeld Slangendrager. Het is de eerste superaarde waarbij een atmosfeer is ontdekt en de tweede exoplaneet - na CoRoT-7b - waarvan massa én grootte kon worden bepaald. Recenter onderzoek heeft sterke aanwijzingen opgeleverd voor de aanwezigheid van wolken in de atmosfeer van deze planeet.
GJ 1214b is ontdekt in het kader van het project MEarth waarbij met voor amateurastronomie geschikte telescopen naar exoplaneten wordt gezocht. De ontdekking is bevestigd door de Europese Zuidelijke Sterrenwacht HARPS spectrograaf waarna de ontdekking is gepubliceerd in de uitgave van Nature van 17 december 2009.